# Новый Посёлок (Татарстан)
Новый Посёлок — поселок в Высокогорском районе Татарстана. Входит в состав Красносельского сельского поселения.

## География
Находится в северо-западной части Татарстана на расстоянии приблизительно 3 км на юго-запад по прямой от районного центра поселка Высокая Гора.

## История
Основан в 1950-х годах.

## Население
Постоянных жителей было: в 1958—146, в 1970—190, в 1989—287, 319 в 2002 году (русские 54 %, татары 43 %), 335 в 2010.